# 千種春樹
千種 春樹（ちぐさ はるき、11月14日 - ）は、日本の女性声優。愛知県出身。身長154cm。血液型O型。三木プロダクション所属。

## 経歴
日本ナレーション演技研究所、アーツビジョン、映像テクノアカデミア卒業。

## 人物
趣味はパチンコ、色鉛筆画、銭湯でサウナ。特技は搾乳。資格は漢字検定準2級、愛玩動物飼養管理士準2級。

## 出演

### テレビアニメ
- アクエリオンロゴス（2015年、オタサーの姫）
- ルパン三世（2015年、仏アナウンサー）
- ルパン三世 PART5（2018年、アデル）
- 勇者が死んだ!（2023年、コリン・ブラッド）
- 謎解きはディナーのあとで（2025年、澤田絵里[3]）

### OVA
- 無限の住人-IMMORTAL-（2019年、少年）

### ドラマCD
- アクエリオンロゴス

### BLCD
- この世異聞2
- 魔法使いの恋

### 吹き替え

#### 映画
- アイリッシュ・ウィッシュ
- イミテーション・ゲーム/エニグマと天才数学者の秘密（10代のアラン・チューリング）
- 王宮の夜鬼
- ゴーストバスターズ/アフターライフ（スウェイジ〈シドニー・メイ・ディアス〉[4]）
- 史上最悪の学園生活（レオ・カッチャドリアン〈トーマス・バーバスカ〉）
- シングストリート 未来へのうた（ギャリー）
- ディヴァイン
- バッド・ブロマンス
- パディントン2
- パディントン 消えた黄金郷の秘密[5]
- ビッグホワイト
- ブリグズビー・ベア（エミリー〈クレア・デインズ〉）
- ムーラン
- ライオン・キング:ムファサ[6]
- LIFE!（リッチ・メルホフ〈マーカス・アントゥーリ〉）※ザ・シネマ版
- リトル・マーメイド[7]

#### ドラマ
- イージー
- NCIS: ニューオーリンズ2
- キャシアン・アンドー（シンタ・カース〈ヴァラダ・セィスー〉）
- キャッスル 〜ミステリー作家は事件がお好き
- キャンプ・キキワカ
- ギルモア・ガールズ
- グッドラック・チャーリー
- クリミナル・マインド FBI行動分析課9
- ザ・マペッツ・メイヘム（女雇い主、ペニー）
- ジェシカ・ジョーンズ
- シカゴ P.D.
- それいけ! ゴールドバーグ家（アダム・ゴールドバーグ〈ショーン・ジャンブローン〉）
- ダイナスティ
- THIS IS US/ディス・イズ・アス
- DEUCE/ポルノストリート in NY
- ネクスト・イン・ファッション
- ハード・サン 滅亡の機密ファイル
- THE BLACKLIST/ブラックリスト
- プリーチャー（ベッツィ）
- ブルックリン・ナイン-ナイン
- ベター・コール・ソウル
- マイ・ブロック（ジャスミン）
- ミディアム 霊能者アリソン・デュボア
- メシア
- レバレッジ 〜詐欺師たちの流儀

#### テレビ番組
- アメリカお宝鑑定団ポーンスターズ

#### アニメ
- おさるのジョージ
- おしゃれにナンシー・クランシー（ライオネル）
- カンフー・パンダ3
- シュガー・ラッシュ:オンライン（ティファニー・エレーラ）
- スクービー・ドゥー&KISS:ロックンロール・ミステリー（デライラ）
- ラーヤと龍の王国

#### 人形劇
- マペット大集合!（ベバリー、ヨランダ、エスター、マーガレット）